# 슬레이터 행렬식
양자역학에서 슬레이터 행렬식(영어: Slater determinant)은 다중 페르미온 시스템의 파동 함수를 설명하는 표현식이다. 이는 반대칭 요구 사항을 만족하며, 결과적으로 두 페르미온의 교환 시 부호를 변경함으로써 파울리 배타 원리를 만족한다. 가능한 모든 다체 페르미온 파동 함수 중 극히 일부만이 단일 슬레이터 행렬식으로 작성될 수 있지만, 이들은 단순성으로 인해 중요하고 유용한 부분 집합을 형성한다.
슬레이터 행렬식은 각 전자가 스핀 궤도함수 {\displaystyle \chi (\mathbf {x} )}(여기서 {\displaystyle \mathbf {x} }는 단일 전자의 위치와 스핀을 나타낸다)로 알려진 파동 함수를 갖는 전자 집합에 대한 파동 함수를 고려하여 발생한다. 동일한 스핀 궤도함수를 가진 두 전자를 포함하는 슬레이터 행렬식은 모든 곳에서 0인 파동 함수에 해당한다.
슬레이터 행렬식은 다전자 파동 함수의 반대칭성을 보장하는 수단으로 1929년에 행렬식을 도입한 존 C. 슬레이터의 이름을 따서 명명되었다. 하지만 행렬식 형태의 파동 함수는 하이젠베르크와 디랙의 논문에서 3년 먼저 독립적으로 등장했다.

## 정의

### 두 입자 경우
다입자 시스템의 파동 함수를 근사하는 가장 간단한 방법은 개별 입자의 적절하게 선택된 직교 파동 함수들의 곱을 취하는 것이다. 좌표 {\displaystyle \mathbf {x} _{1}} 및 {\displaystyle \mathbf {x} _{2}}를 가진 두 입자 경우에 대해 다음과 같이 표현한다.
{\displaystyle \Psi (\mathbf {x} _{1},\mathbf {x} _{2})=\chi _{1}(\mathbf {x} _{1})\chi _{2}(\mathbf {x} _{2}).}
이 표현식은 하트리 방법에서 다입자 파동 함수의 가설 풀이로 사용되며, 하트리 곱이라고 알려져 있다. 그러나 위에 제시된 파동 함수는 두 페르미온의 교환에 대해 반대칭이 아니므로 페르미온에 대해서는 만족스럽지 않다. 이는 파울리 배타 원리에 따라 반드시 반대칭이어야 한다. 반대칭 파동 함수는 수학적으로 다음과 같이 설명할 수 있다.
{\displaystyle \Psi (\mathbf {x} _{1},\mathbf {x} _{2})=-\Psi (\mathbf {x} _{2},\mathbf {x} _{1}).}
이는 하트리 곱에 적용되지 않으므로 파울리 원리를 만족하지 않는다. 이 문제는 두 하트리 곱의 선형 결합을 취함으로써 해결할 수 있다.
{\displaystyle {\begin{aligned}\Psi (\mathbf {x} _{1},\mathbf {x} _{2})&={\frac {1}{\sqrt {2}}}\{\chi _{1}(\mathbf {x} _{1})\chi _{2}(\mathbf {x} _{2})-\chi _{1}(\mathbf {x} _{2})\chi _{2}(\mathbf {x} _{1})\}\\&={\frac {1}{\sqrt {2}}}{\begin{vmatrix}\chi _{1}(\mathbf {x} _{1})&\chi _{2}(\mathbf {x} _{1})\\\chi _{1}(\mathbf {x} _{2})&\chi _{2}(\mathbf {x} _{2})\end{vmatrix}},\end{aligned}}}
여기서 계수는 정규화 인자이다. 이 파동 함수는 이제 반대칭이며 페르미온을 더 이상 구별하지 않는다(즉, 특정 입자에 서수를 지정할 수 없으며 주어진 지수는 상호 교환 가능하다). 또한, 두 페르미온의 스핀 궤도함수가 동일하면 0이 된다. 이는 파울리 배타 원리를 만족하는 것과 동등하다.

### 다입자 경우
이 표현식은 행렬식으로 작성함으로써 모든 수의 페르미온에 대해 일반화될 수 있다. N-전자 시스템의 경우 슬레이터 행렬식은 다음과 같이 정의된다.
{\displaystyle {\begin{aligned}\Psi (\mathbf {x} _{1},\mathbf {x} _{2},\ldots ,\mathbf {x} _{N})&={\frac {1}{\sqrt {N!}}}{\begin{vmatrix}\chi _{1}(\mathbf {x} _{1})&\chi _{2}(\mathbf {x} _{1})&\cdots &\chi _{N}(\mathbf {x} _{1})\\\chi _{1}(\mathbf {x} _{2})&\chi _{2}(\mathbf {x} _{2})&\cdots &\chi _{N}(\mathbf {x} _{2})\\\vdots &\vdots &\ddots &\vdots \\\chi _{1}(\mathbf {x} _{N})&\chi _{2}(\mathbf {x} _{N})&\cdots &\chi _{N}(\mathbf {x} _{N})\end{vmatrix}}\\&\equiv |\chi _{1},\chi _{2},\cdots ,\chi _{N}\rangle \\&\equiv |1,2,\dots ,N\rangle ,\end{aligned}}}
여기서 마지막 두 표현식은 슬레이터 행렬식의 약어를 사용한다. 정규화 상수는 N 수를 명시함으로써 암시되며, 단일 입자 파동 함수(첫 번째 약어) 또는 페르미온 좌표에 대한 지수(두 번째 약어)만 기재된다. 생략된 모든 레이블은 오름차순으로 동작하는 것으로 암시된다. 두 입자 경우에 대한 하트리 곱의 선형 결합은 N = 2인 경우 슬레이터 행렬식과 동일하다. 슬레이터 행렬식의 사용은 처음부터 반대칭 함수를 보장한다. 같은 방식으로 슬레이터 행렬식의 사용은 파울리 원리에 대한 적합성을 보장한다. 실제로 집합 {\displaystyle \{\chi _{i}\}}가 선형 종속이면 슬레이터 행렬식은 소멸한다. 특히, 두 개(또는 그 이상)의 스핀 궤도함수가 동일할 때 그렇다. 화학에서는 이 사실을 같은 스핀을 가진 두 전자가 동일한 공간 궤도함수를 차지할 수 없다고 진술함으로써 표현한다.

## 예: 다전자 문제에서의 행렬 요소
슬레이터 행렬식의 많은 속성은 비상대론적 다전자 문제의 예시를 통해 명확해진다.
- 해밀턴ian의 1입자 항은 단순 하트리 곱과 동일한 방식으로 기여한다. 즉, 에너지는 합산되고 상태는 독립적이다.
- 해밀턴ian의 다입자 항은 반대칭화된 파동 함수의 에너지를 낮추는 교환 항을 도입한다.

분자 해밀턴ian으로부터 시작한다:
{\displaystyle {\hat {H}}_{\text{tot}}=\sum _{i}{\frac {\mathbf {p} _{i}^{2}}{2m}}+\sum _{I}{\frac {\mathbf {P} _{I}^{2}}{2M_{I}}}+\sum _{i}V_{\text{nucl}}(\mathbf {r_{i}} )+{\frac {1}{2}}\sum _{i\neq j}{\frac {e^{2}}{|\mathbf {r} _{i}-\mathbf {r} _{j}|}}+{\frac {1}{2}}\sum _{I\neq J}{\frac {Z_{I}Z_{J}e^{2}}{|\mathbf {R} _{I}-\mathbf {R} _{J}|}}}
여기서 {\displaystyle \mathbf {r} _{i}}는 전자이고 {\displaystyle \mathbf {R} _{I}}는 핵이며
{\displaystyle V_{\text{nucl}}(\mathbf {r} )=-\sum _{I}{\frac {Z_{I}e^{2}}{|\mathbf {r} -\mathbf {R} _{I}|}}}
간단화를 위해 핵을 평형 위치에 고정하고 단순화된 해밀턴ian으로 남는다.
{\displaystyle {\hat {H}}_{e}=\sum _{i}^{N}{\hat {h}}(\mathbf {r} _{i})+{\frac {1}{2}}\sum _{i\neq j}^{N}{\frac {e^{2}}{r_{ij}}}}
여기서
{\displaystyle {\hat {h}}(\mathbf {r} )={\frac {{\hat {\mathbf {p} }}^{2}}{2m}}+V_{\text{nucl}}(\mathbf {r} )}
그리고 해밀턴ian에서 첫 번째 항 집합을 {\displaystyle {\hat {G}}_{1}} ("1" 입자 항)으로, 마지막 항 {\displaystyle {\hat {G}}_{2}} (슬레이터 행렬식에 대한 교환 항을 포함하는 "2" 입자 항)을 구분할 것이다.
{\displaystyle {\hat {G}}_{1}=\sum _{i}^{N}{\hat {h}}(\mathbf {r} _{i})}
{\displaystyle {\hat {G}}_{2}={\frac {1}{2}}\sum _{i\neq j}^{N}{\frac {e^{2}}{r_{ij}}}}
두 부분은 슬레이터 행렬식 파동 함수와 상호 작용할 때 다르게 작동한다. 우리는 먼저 1입자 항의 기대값을 계산한다.
{\displaystyle \langle \Psi _{0}|G_{1}|\Psi _{0}\rangle ={\frac {1}{N!}}\langle \det\{\psi _{1}...\psi _{N}\}|G_{1}|\det\{\psi _{1}...\psi _{N}\}\rangle }
위 표현에서, 왼쪽 부분의 행렬식에서는 동일한 순열만 선택할 수 있다. 왜냐하면 다른 N! − 1개의 순열은 선택된 것과 동일한 결과를 주기 때문이다. 따라서 분모의 N!를 상쇄할 수 있다.
{\displaystyle \langle \Psi _{0}|G_{1}|\Psi _{0}\rangle =\langle \psi _{1}...\psi _{N}|G_{1}|\det\{\psi _{1}...\psi _{N}\}\rangle }
스핀 궤도함수의 정규 직교성 때문에, 위 행렬 요소의 오른쪽 부분에 있는 행렬식에서 동일한 순열만이 살아남는다는 것도 분명하다.
{\displaystyle \langle \Psi _{0}|G_{1}|\Psi _{0}\rangle =\langle \psi _{1}...\psi _{N}|G_{1}|\psi _{1}...\psi _{N}\rangle }
이 결과는 곱의 반대칭화가 1입자 항에 어떤 영향도 미치지 않으며, 단순한 하트리 곱의 경우와 동일하게 작동한다는 것을 보여준다.
그리고 마지막으로 1입자 해밀턴ian에 대한 대각합만 남는다.
{\displaystyle \langle \Psi _{0}|G_{1}|\Psi _{0}\rangle =\sum _{i}\langle \psi _{i}|h|\psi _{i}\rangle }
이는 1입자 항의 범위 내에서 전자의 파동 함수가 서로 독립적이며 전체 시스템의 기대값은 단일 입자의 기대값의 합으로 주어진다는 것을 알려준다.
대신 2입자 항의 경우
{\displaystyle \langle \Psi _{0}|G_{2}|\Psi _{0}\rangle ={\frac {1}{N!}}\langle \det\{\psi _{1}...\psi _{N}\}|G_{2}|\det\{\psi _{1}...\psi _{N}\}\rangle =\langle \psi _{1}...\psi _{N}|G_{2}|\det\{\psi _{1}...\psi _{N}\}\rangle }
{\displaystyle G_{2}}의 한 항의 작용에 집중하면, 오직 두 항만 생성될 것이다.
{\displaystyle \langle \psi _{1}(r_{1},\sigma _{1})...\psi _{N}(r_{N},\sigma _{N})|{\frac {e^{2}}{r_{12}}}|\mathrm {det} \{\psi _{1}(r_{1},\sigma _{1})...\psi _{N}(r_{N},\sigma _{N})\}\rangle =\langle \psi _{1}\psi _{2}|{\frac {e^{2}}{r_{12}}}|\psi _{1}\psi _{2}\rangle -\langle \psi _{1}\psi _{2}|{\frac {e^{2}}{r_{12}}}|\psi _{2}\psi _{1}\rangle }
그리고 마지막으로
{\displaystyle \langle \Psi _{0}|G_{2}|\Psi _{0}\rangle ={\frac {1}{2}}\sum _{i\neq j}\left[\langle \psi _{i}\psi _{j}|{\frac {e^{2}}{r_{ij}}}|\psi _{i}\psi _{j}\rangle -\langle \psi _{i}\psi _{j}|{\frac {e^{2}}{r_{ij}}}|\psi _{j}\psi _{i}\rangle \right]}
이는 대신 혼합항이다. 첫 번째 기여는 "쿨롱" 항 또는 "쿨롱" 적분이라 불리고, 두 번째는 "교환" 항 또는 교환 적분이라 불린다. 때로는 합계에서 {\textstyle \sum _{ij}}와 같이 다른 색인 범위가 사용되는데, 이는 쿨롱 및 교환 기여가 {\displaystyle i=j}인 경우 정확히 서로 상쇄되기 때문이다.
명시적으로 교환 항은 국소 스핀 궤도함수에 대해 항상 양의 값을 가지며, 단순 하트리 곱에서는 존재하지 않는다는 점을 주목하는 것이 중요하다. 따라서 스핀 궤도함수의 반대칭 곱에서 전자-전자 반발 에너지 {\displaystyle \langle \Psi _{0}|G_{2}|\Psi _{0}\rangle }는 동일한 스핀 궤도함수의 단순 하트리 곱에서의 전자-전자 반발 에너지보다 항상 낮다. 교환 이전자 적분은 평행 스핀을 가진 스핀 궤도함수에 대해서만 0이 아닌 값을 가지므로, 에너지 감소는 평행 스핀을 가진 전자가 슬레이터 행렬식 상태에서 실제 공간에서 떨어져 유지된다는 물리적 사실과 연결된다.

## 근사로서
대부분의 페르미온 파동 함수는 슬레이터 행렬식으로 표현될 수 없다. 주어진 페르미온 파동 함수에 대한 최적의 슬레이터 근사는 슬레이터 행렬식과 목표 파동 함수 사이의 겹침을 최대화하는 것으로 정의할 수 있다. 최대 겹침은 페르미온 간의 양자 얽힘의 기하학적 측정값이다.
단일 슬레이터 행렬식은 하트리-폭 방법에서 전자 파동 함수의 근사로 사용된다. 더 정확한 이론(예: 배열 상호작용 및 MCSCF)에서는 슬레이터 행렬식의 선형 결합이 필요하다.

## 논의
"데토르(detor)"라는 단어는 S. 프랜시스 보이즈가 정규 직교 궤도함수의 슬레이터 행렬식을 지칭하기 위해 제안했지만, 이 용어는 거의 사용되지 않는다.
파울리 배타 원리의 적용을 받는 페르미온과는 달리, 두 개 이상의 보손은 동일한 단일 입자 양자 상태를 점유할 수 있다. 동일한 보손 시스템을 설명하는 파동 함수는 입자 교환에 대해 대칭이며 퍼머넌트로 전개될 수 있다.

## 같이 보기
- 반대칭화 연산자
- 원자 궤도
- 포크 공간
- 양자 전기역학
- 양자역학
- 물리화학
- 훈트 규칙
- 하트리-폭 방법